# 中安盛乗
中安 盛乗（なかやす せいへい、安永4年（1775年） - 嘉永5年（1852年））は、江戸時代の久保田藩家老。通称は波江、主典。号は弦斎。諱は盛乗（へい）、字は君彝（い）。中安庄右衛門（盛茂）の婿養子で、夫人は中安庄右衛門の娘。北村実房の次男。久保田藩記録の「国典類抄」の編集者。

## 経歴
寛政6年（1794年）出仕、享和元年（1801年）に中安家の家督を相続し、文化2年（1805年）に副役に就任。翌年（1806年）評定奉行兼町奉行となり、文化8年（1811年）に｢国典類抄」の編集を行う。文化10年(1813年)に郡奉行となる。
文政元年(1818年)に用人となり、同4年(1821年)に藩主佐竹義厚の侍読及び江戸詰めとなる。文政年中の須原屋版武鑑にも中安主典の名が見える。
文政8年(1825年)に側頭となり、翌年(1826年)に一代宿老となる。その後、頭取席、大番頭と進む。天保年中の武鑑に側頭取として中安主典の名が見える。天保5年（1834年）、永代宿老の家格となり、家老加談役、家老本役と進む。天保7年（1837年）4月に家老になる。大番頭から家老に昇進したのは、佐竹義敦の平本正直を除いては異例のことであり、15石の下士からはじまって170石までの破格の出世であった。天保8年(1837年)4月に辞職し長男盛良に家督を譲り隠居する。以後、弦斎と称して和歌を作る。
嘉永5年(1852年)死去。享年78。墓所は秋田市旭北寺町の鱗勝院。墓碑銘は平本謹斉が文、那珂敏の書によるものである。